# Gracilimesus celticensis
Gracilimesus celticensis is een pissebed uit de familie Ischnomesidae. De wetenschappelijke naam van de soort is voor het eerst geldig gepubliceerd in 2006 door Kavanagh, Wilson & Power.